# Pierre Pithou

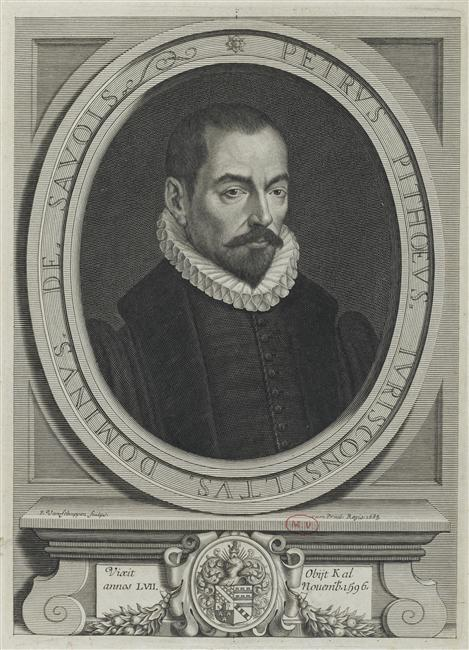
Pierre Pithou

Pierre Pithou (* 1. November 1539 in Troyes; † 1. November 1596 in Nogent-sur-Seine), auch Petrus Pithoeus, war ein französischer Anwalt und Gelehrter.

## Leben

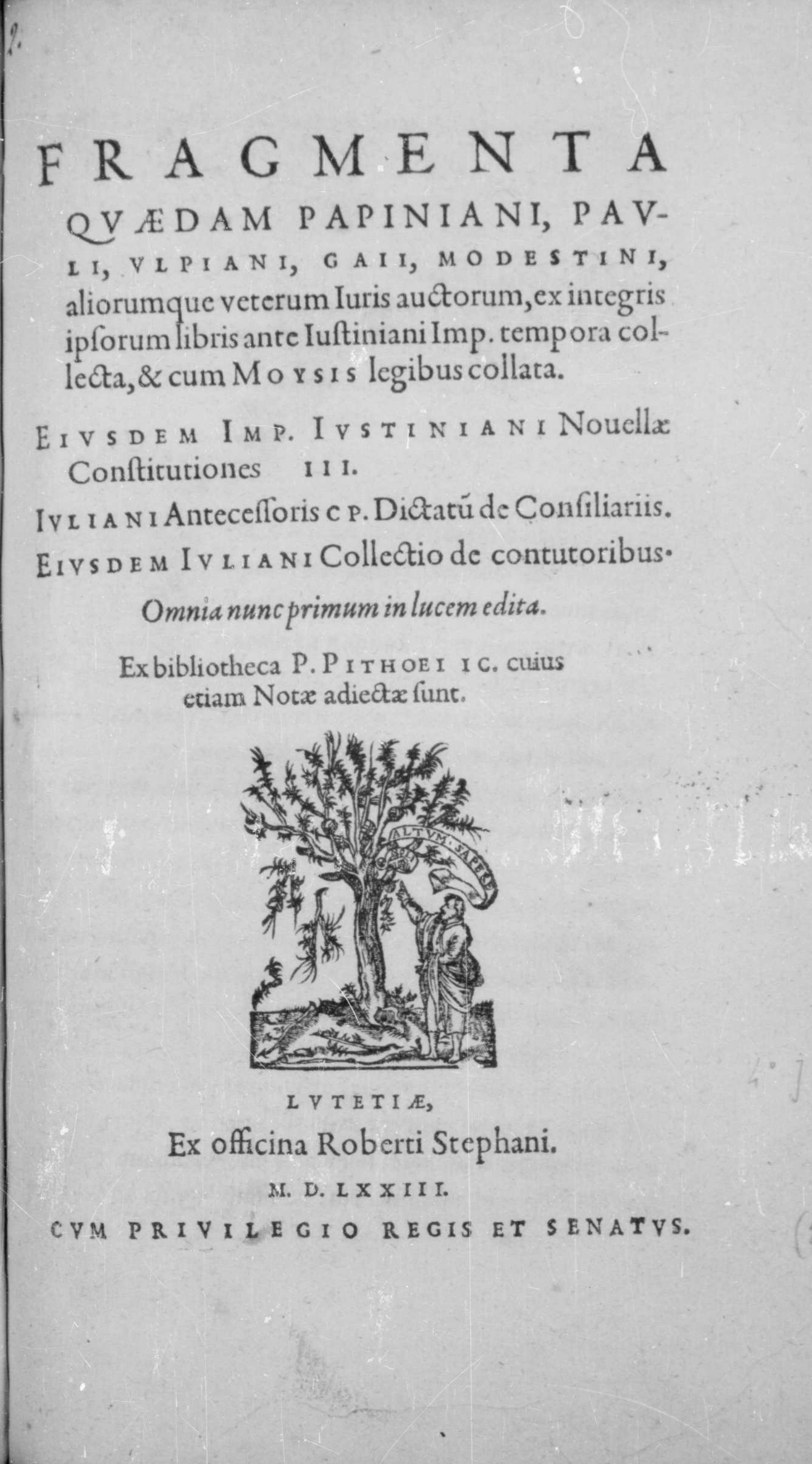
Fragmenta quaedam Papiniani, Pauli, Ulpiani, Gaii, Modestini, aliorumque veterum iuris auctorum. 1573

Nach einem Studium in Paris bei Adrien Turnèbe wurde er Im Jahr 1560 als Anwalt am dortigen Barreau zugelassen. Bei Beginn des zweiten Religionskriegs 1567 zog sich Pithou, der Calvinist war, nach Sedan und später nach Basel zurück, wo er das Werk von Otto von Freising herausgab, und kehrte erst nach dem Frieden von Saint-Germain nach Frankreich zurück. Kurze Zeit später begleitete er den Herzog François de Montmorency auf seiner Mission nach England. Mitte 1572 war er wieder in Frankreich, kurz vor der Bartholomäusnacht (24. August 1572), die er nur knapp überlebte. Im Jahr darauf folgte er dem Beispiel des späteren Königs Heinrich IV. und schwor dem protestantischen Glauben ab.
Kurz nach seiner Thronbesteigung nahm Heinrich IV. Pithou in seine Dienste und gab ihm verschiedene rechtliche Aufträge. Die wichtigste Arbeit seines Lebens war die Mitarbeit bei der Erstellung der Satire Ménippée (1593), die der Sache der Katholischen Liga sehr schadete – die Ansprache des Sieur d’Aubray wird üblicherweise Pithou zugeschrieben.
Seine wertvolle Bibliothek – Pithou fühlte sich bereits in jungen Jahren zur Literatur hingezogen – wurde zum größten Teil in die Bibliothèque nationale de France in Paris überführt.
Pithou schrieb viele juristische und historische Bücher, bereitete darüber hinaus Ausgaben mehrerer antiker Autoren vor. Seine erste Veröffentlichung war Adversariorum subsectorum lib. II. (1565), sein wohl wichtigster Beitrag zur Geschichtswissenschaft war jedoch die Ausgabe der Leges Visigothorum (1579); er gab 1588 die Capitularia von Karl dem Großen, Ludwig dem Frommen und Karl dem Kahlen heraus, und assistierte seinem Bruder François bei der Herausgabe des Corpus juris canonici (postum 1695/1687). Die Ausgabe gilt als Meisterwerk der damaligen Textkritik. Seine anonym erschienenen Libertés de l’église gallicane (1594) sind ein Grundlagentext des Gallikanismus und wurden im 17. und 18. Jahrhundert mehrfach nachgedruckt. Wie andere gallikanische Werke Pithous wurde sie auf den Index librorum prohibitorum gesetzt.
Pithou legte 1596 die editio princeps der Fabeln des Phaedrus vor; er gab auch das Pervigilium Veneris (1587) sowie Juvenal und Persius (1585) heraus. Die beiden Auflagen des Satyricon von Petronius 1577 und 1587 setzten Maßstäbe.
Drei Brüder Pithous erwarben ebenfalls Anerkennung als Juristen: Jean, Nicolas und François Pithou.

## Werke (Auswahl)

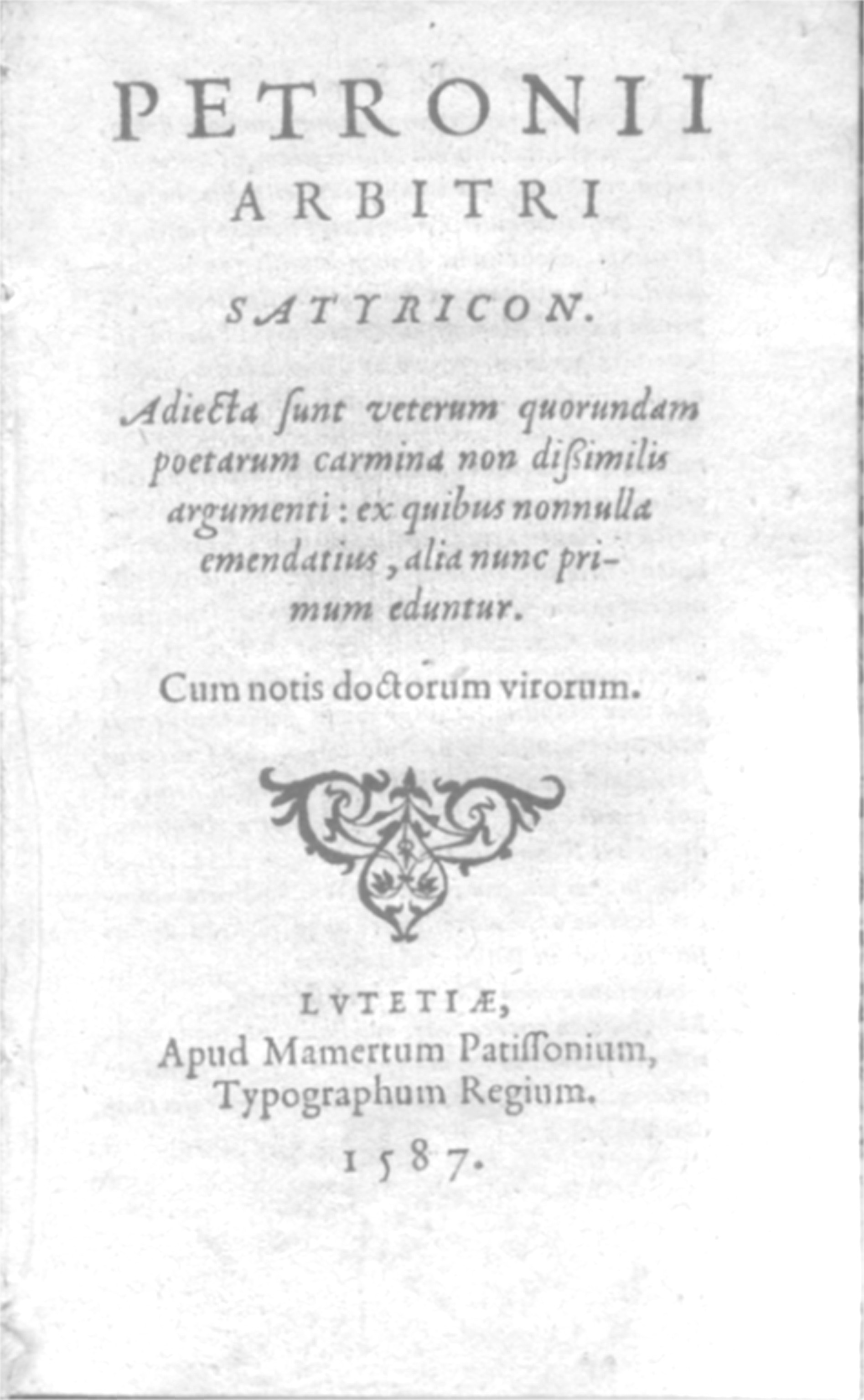
Satyricon. 1587

- Fragmenta quaedam Papiniani, Pauli, Ulpiani, Gaii, Modestini, aliorumque veterum iuris auctorum. Robertus Stephanus (Robert Etienne), Paris 1573, urn:nbn:de:bvb:12-bsb11221970-8 (lateinisch).
- Satire Ménippée. 1593.
  - Satyre Menippee de la Vertu du Catholicon d’Espagne et de la tenue des Estats de Paris (= Textes de la Renaissance. Nr. 117). Éd. critique de Martial Martin. H. Champion, Paris 2007, ISBN 978-2-7453-1484-0 (kritische Ausgabe; Hochschulschrift; Einleitung und Kommentar französisch, Text des kommentierten Werkes mittelfranzösisch).
- Libertés de l'Église gallicane.
  - Mamert Patisson, Paris 1594 (Scan in der Google-Buchsuche).
  - Guichard Iullieron, Thibaud Ancelin, Lyon 1594 (Scan in der Google-Buchsuche).
- Decretales Gregorii Papae IX. [= Teil  von: Corpus iuris canonici.] 2 Bände. Hrsg. und kommentiert von Pierre Pithou und François Pithou.
  - Band 1. Jo. Fridericus Gleditschius, Paris 1695 (Scan in der Google-Buchsuche).
  - Band 2. Dionysius Thierry, Paris 1687 (Scan in der Google-Buchsuche).